# Francis William Newman
Francis William Newman (Londra, 27 giugno 1805 – Weston-super-Mare, 4 ottobre 1897) è stato un docente e scrittore britannico, fratello più giovane del teologo e filosofo John Henry Newman.

## Biografia
Francis William Newman nacque a Londra il 27 giugno 1805, lui e suo fratello minore John Henry furono educati ad Ealing, e successivamente ad Oxford, dove ebbe un'illustre carriera, ottenendo una doppia first class nel 1826. Fu eletto fellow del Balliol College nel medesimo anno. Nel 1827 andò a Delgany, Wicklow, dove per un anno egli fu il tutor dei figli di Edward Pennefather e cadde sotto l'influenza del cognato di Pennefather, il Reverendo John Nelson Darby, un membro del nascente gruppo di Plymouth Brethren, che egli descrive in Phases of Faithi come "il religioso irlandese". Scrupoli di coscienza riguardo al battesimo degli infanti lo portarono a rassegnare la sua posizione di fellow nel 1830, ed andò a Baghdad come assistente nella missione religiosa di Anthony Norris Groves. Questo viaggio, che includeva mogli, un bambino in braccio e una donna anziana, era stato descritto come «una folle corsa la cui vera tragedia - due delle mogli morirono e gli uomini del gruppo furono più volte vicini alla morte - è offuscata dalla sciocca incompetenza e decisa sciocchezza della maggior parte dei suoi membri».
Nel 1833 ritornò in Inghilterra per procurare ulteriore supporto per la missione, ma dicerie riguardo l'ereticità delle sue opinioni sulla dottrina del giudizio eterno l'avevano preceduto, e trovandolo generalmente guardato con sospetto, terminò la sua vocazione di missionario per diventare tutor di un college settariano a Bristol. Le sue lettere scritte a casa durante il periodo della sua missione furono riunite e pubblicate nel 1856.
Le opinioni di Newman maturarono rapidamente, e nel 1840 divenne Classics Professor al Manchester New College, il college di settariani più tardi ritornato da York, parente del Manchester College di Oxford, e allo stesso tempo collegato all'Università di Londra. In seguito alla conversione del fratello al cattolicesimo, nel 1845, Francis ruppe con lui tutti i rapporti.
Nel 1846 si spostò per diventare professore di latino all'University College di Londra, dove rimase fino al 1869. Durante tutto questo periodo egli stava assiduamente portando avanti i suoi studi in matematica e lingue orientali, ma scrisse poco fino al 1847, quando pubblicò anonimo una History of Hebrew Monarchy, intesa ad introdurre i risultati della ricerca tedesca nel suo dipartimento di studi biblici. Nel 1849 apparve The Soul, her Sorrows and Aspirations, e nel 1850, Phases of Faith, or Passages from the History of my Creed: la prima una dolce ma lucida analisi delle relazioni dello spirito umano con il Creatore; la seconda un'autobiografia religiosa che espone dettagliatamente il passaggio dell'autore dal Calvinismo al puro teismo. È in questi due libri che la celebrità del Professor Newman principalmente resterà, dal momento che in essi la sua intensa onestà lo ha tenuto libero dall'eccentricità che ha rovinato la maggior parte dei suoi altri scritti, eccetto i suoi contributi alla ricerca matematica e alla filologia orientale.
Quell'eccentricità è descritta dal critico Lionel Trilling nel suo libro sul contemporaneo di Newman, Matthew Arnold. Secondo Trilling, Newman era un «vegetariano militante, un intransigente anti-vivisezionista e un entusiasta sostenitore contro la pratica dei vaccini». Newman descrisse sé stesso come un «oppositore ad ogni cosa». «La perfezione dell'anima», disse, «sta nel suo diventare donna. Egli credeva nel diritto delle donne di votare, di educare sé stesse e di cavalcare a cavalcioni». Egli cercava di adottare il razionalismo in ogni cosa, inclusi i vestiti. Indossava un frac d'alpaca in estate, tre cappotti in inverno (quello più esterno era verde), e nel cattivo tempo, egli indossava una coperta con un buco tagliato per la testa. Quando era fangoso, indossava pantaloni bordati di sei pollici di pelle.
Il suo personaggio è ampiamente disegnato da Carlyle nella sua vita di John Sterling, del quale figlio di Newman era tutore: un uomo di belle conquiste, dall'intelletto più tagliente e irrequieto e dal pio entusiasmo più mite. George Eliot lo chiamò "il nostro benedetto St. Francis" e la sua anima, "era già benedetta".
Dopo il suo ritiro dall'University College, Francis William Newman continuò a vivere per alcuni anni a Londra, per poi successivamente spostarsi a Clifton, e alla fine a Weston-super-Mare, dove morì nel 1897. Era cieco da cinque anni all'epoca della sua morte, ma mantenne le sue facoltà fino all'ultimo. Benché per la maggior parte della sua vita egli predicò un agnosticismo mistico-razionale, in tarda età ritornò alla Chiesa d'Inghilterra. Si sposò due volte.
Karl Marx cita dalle Lectures on Political Economy di Newman, pubblicate a Bedford College, ne Il Capitale, volume III, p. 595.

## Monumenti

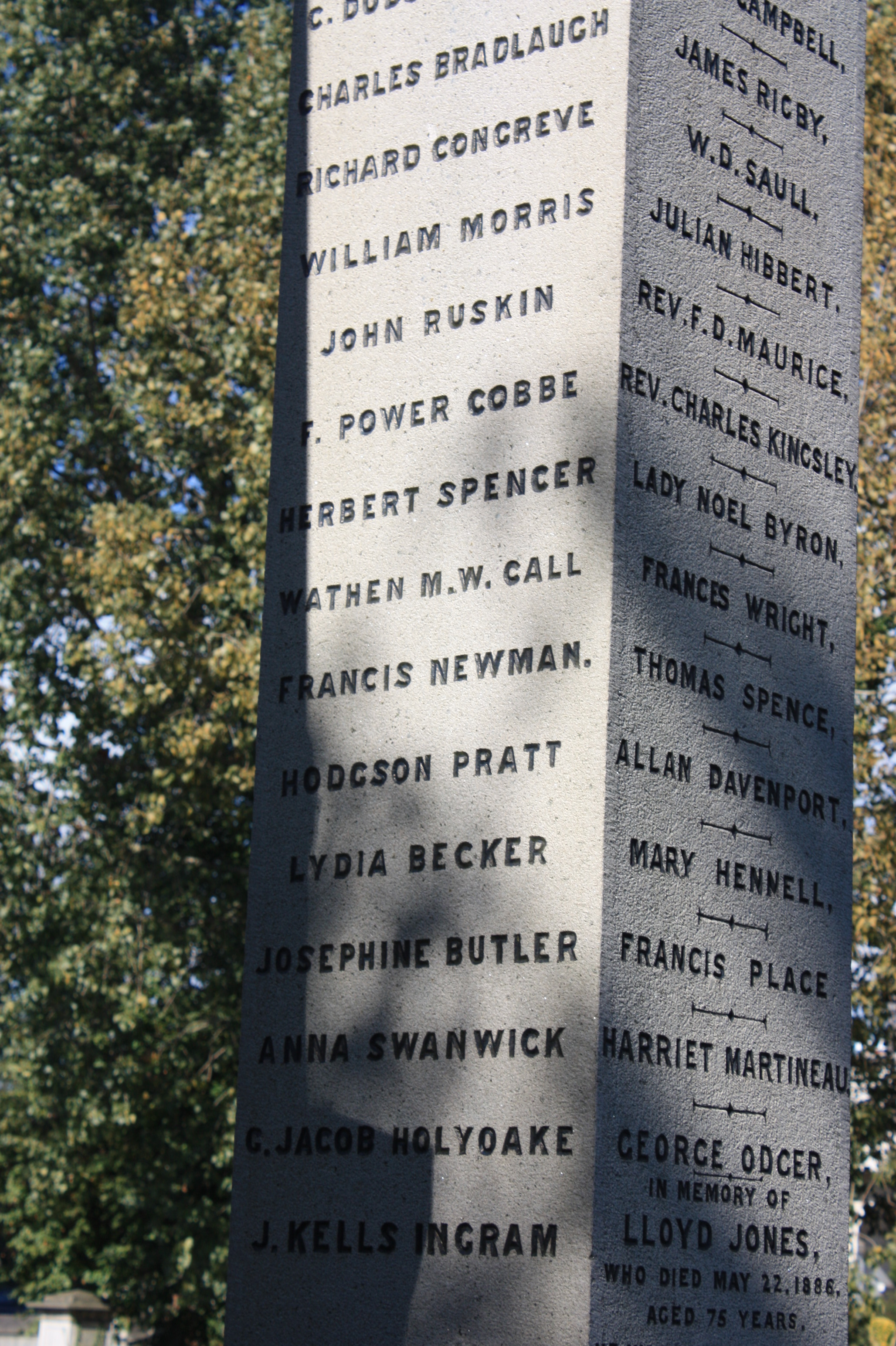
Newman's name on the lower section of the Reformers memorial, Kensal Green Cemetery

Il nome di Francis William Newman è riportato sulla facciata meridionale del Reformers Memorial nel Kensal Green Cemetery a Londra.

## Opere
L'opera di Newman ricoprì molti ambiti: egli scrisse di logica, economia politica, riforme inglesi, politica austriaca, storia romana, dietologia, grammatica, i più astrusi dipartimenti di matematica, arabo, l'emendazione dei testi greci e di lingue pochissimo conosciute come il Berbero e tanto obsolete come il dialetto delle iscrizioni eugubine. Nelle sue numerose traduzioni metriche dai classici, specialmente la sua versione dell'Iliade, gli attirarono l'irriverente critica di Matthew Arnold. I suoi saggi miscellanei, alcuni di grande valore, furono riuniti in numerosi volumi prima della sua morte. La sua ultima pubblicazione, Contribuitions chiefly to the Early History of Cardinal Newman (1891), fu generalmente condannata come priva di sentimento fraterno.
Le opere principali sono:
- Francis William Newman, The Science of Evidence, 1838
- Francis William Newman, History of the Hebrew Monarchy, 1847.
- Francis William Newman, The Soul: its Sorrows and Aspirations, 1847.
- Francis William Newman, Phases of Faith, 1874  [1850].
- Francis William Newman, Lectures on Political Economy. London, 1851
- Francis William Newman, Personal Narrative in Letters, Principally from Turkey in the Years 1830–3, 1856.
- Francis William Newman, Theism, doctrinal and practical: or, Didactic religious utterances, London, J Chapman, 1858.
- Francis William Newman, The text of the Iguvine inscriptions with Interlinear Latin Translation and Notes, 1864.
- Francis William Newman, A dictionary of modern Arabic, Volume 1, Trübner & co., 1871.
- Francis William Newman, A dictionary of modern Arabic, Volume 2, Trübner & co., 1871.
- Francis William Newman, Libyan vocabulary, 1882.

Traduzioni in latino
- Francis William Newman, Hiawatha, 1862.
- Francis William Newman, Rebilius Cruso (Robinson Crusoe), 1864.
- Francis William Newman, A Handbook of Modern Arabic: Consisting of a Practical Grammar, with Numerous Examples, Dialogues, and Newspaper Extracts; in a European Type, Trübner and Company, 1866